# Marché du péage de Kintélé
 (juin 2025).
Le marché du péage de Kintélé est situé dans le département du Pool sur la RN2, à 35 Km de 
Brazzaville, capitale politique de République du Congo.

## Histoire
Le marché du péage de Kintélé, est situé à environ 35 km de Brazzaville dans le département du Pool sur la RN2. Il est un point de convergence majeur pour les producteurs, vendeurs et habitants périphériques. 